# Городки (Тюльганський район)
Городки́ (рос. Городки) — село у складі Тюльганського району Оренбурзької області, Росія.

## Населення
Населення — 585 осіб (2010; 748 у 2002).
Національний склад (станом на 2002 рік):
- росіяни — 86 %